# Eristalinus seyrigi
Eristalinus seyrigi är en tvåvingeart som först beskrevs av Seguy 1951.  Eristalinus seyrigi ingår i släktet slamflugor, och familjen blomflugor.
Artens utbredningsområde är Madagaskar. Inga underarter finns listade i Catalogue of Life.